# Les Barricades mystérieuses
Pour les articles homonymes, voir Les Barricades mystérieuses (homonymie).
Pour un article plus général, voir Second livre de pièces de clavecin de Couperin.
 (septembre 2023).
Les Barricades mystérieuses (ou Les Baricades mistérieuses dans son orthographe d'origine) est le titre d'une pièce de clavecin composée par François Couperin en 1717, la cinquième du 6e Ordre dans le ton de si bémol majeur, de son deuxième livre de pièces de clavecin.
Elle est caractéristique du style brisé de musique baroque française pour clavier.

## La musique
L'œuvre est en forme de rondeau,  variante de la traditionnelle romanesca à quatre temps à la basse plutôt qu'en rythme ternaire plus habituel. Elle comporte un refrain et 3 couplets, de longueur inégale . 
« Les quatre parties créent une tapisserie changeante de mélodie et d’harmonie. Le chevauchement des mélodies et les différents arrangements rythmiques créent un effet chatoyant, kaléidoscopique et séduisant de trompe-l'œil sonore, évoquant, par une anticipation de plusieurs siècles, les images de « mathématiques fractales ».
La partition porte l’indication « vivement ». La pièce allie donc une certaine vivacité avec un caractère mélancolique et mystérieux.  
La pièce a été classée en 2012 au 76e rang de 100 pièces de musique classique de France par la radio australienne ABC.
La pièce est interprétée au piano comme l'ensemble des compositions pour clavecin, également à la guitare, au luth ou au théorbe, parfois transposée dans une autre tonalité.

## Titre
« Les Barricades Mystérieuses » ont été publiées avec l'orthographe « Les Baricades Mistérieuses » avec un seul « r » dans le premier mot et « i » plutôt que « y » dans le second. Par la suite, les quatre combinaisons d’orthographe possibles ont été utilisées, celle avec « double r » et un « y » étant la plus courante. La signification de ce titre a donné lieu à de nombreuses hypothèses, le compositeur n’ayant donné aucune indication.
Parmi les propositions, certaines relient le titre aux caractéristiques de la musique elle-même, les suspensions continues dans le style luthé étant une barricade à l’harmonie de base, génératrice d’une impasse énigmatique. 
D’autres estiment ce titre évocateur d’un objet.  
Ainsi, Scott Ross, dans une classe de maître filmée et distribué par Harmonia Mundi, compare la pièce à un train ce qui n’était évidemment pas ce que Couperin voulait transmettre, mais il est facile d’entendre, dans Les Barricades, l’image d’un objet à la fois lourd et rapide avec un élan contenu.
En ce sens, les barricades mystérieuses seraient peut-être celles qui ralentissent ce « train » et tentent de l’arrêter. Cette hypothèse cadre avec les objectifs pédagogiques de la musique de Couperin, spécialiste de construction du son en legato de style luthé. En outre, les barricades mystérieuses forment un ensemble avec la pièce suivante, « Les Bergeries », plus mélodique, utilisant un registre plus élevé et de sentiment plus bucolique, qui est aussi un exercice utilisant un motif répétitif (dans ce cas, un ostinato à la main gauche, évocateur de la musette) tout en évitant de donner à la musique un caractère mécanique.
D’autres significations ont été suggérées au mot barricades : 
- Entrave à la communication humaine
- Barrière entre passé et présent ou entre le présent et le futur
- Limite entre la vie et la mort
- Barrière entre l’immanent et le transcendant
- Ceinture de chasteté
- Référence aux cils des femmes dans les salons du XVIIe siècle  (barrière dans le regard).
- Masques portés par les interprètes de la pièce «Le Mystère» ou «les Fêtes de l’inconnu» mise en scène par un des mécènes de Couperin, la Duchesse du Maine en 1714.

Une autre proposition donne un sens différent au mot qui serait dérivé de barriques. La pièce ferait donc référence au vin et le mystère serait celui du culte rendu à Bacchus qui avait pour nom «mysterium» chez les romains. Le balancement musical évoquerait le foulage des grappes de raisin pour en extraire le jus.
Le mystère pourrait être celui de l’Eucharistie, participation au corps et au sang de Jésus-Christ.
La référence aux barricades parisiennes de la Fronde en 1648 pourrait être envisagée, la pièce ayant été publiée après la mort de Louis XIV qui avait un très mauvais souvenir de cet événement.

## Arrangements
- Arrangement de 1994. Quintette pour clarinette, clarinette basse, alto, violoncelle et contrebasse dans l’album « Amérique : une prophétie » par Thomas Adès.
- Sextuor de 1995. Arrangement pour flûte, hautbois, clarinette, violon, alto et violoncelle « Les Barricades mystérieuses », le quatrième des neuf mouvements qui composent la composition Récréations françaises par le compositeur Français Gérard Pesson.

## Hommages et références dans d’autres œuvres
Le morceau a été une source d’inspiration dans différents domaines artistiques, la musique, les arts visuels et la littérature, utilisant simplement le titre ou à l’origine de créations.

### Musique
- 1971 une pièce de synthétiseur Moog  intitulé Variations de Couperin Rondeau (« Les Barricades mystérieuses ») sur l’album « Circuits courts » par Ruth White.
- pièces de clavecin de 1973 intitulées Barricades (morceau de Rock après Couperin), sur l’album « Bhajebochstiannanas » [une anagramme de Johann Sebastian Bach] par Anthony Newman.
- pièce de 1982, « Las Barricadas Misteriosas » composée par Sergio Barroso
- Pièce de 1981 « Les Baricades mistérieuses”. Texte et choix musicaux de Guy P. Buchholtzer en hommage à François Couperin le Grand.  Dans une lettre qui 1ui est adressée, on demande à Couperin de nous révéler son air de clavecin au travers d’un simulacre dialogué où s’enchevêtrent musiques de son temps et paroles de mémoires. Une émission radiophonique (60 min) en fut réalisée en 1982 à Radio Canada par Sion Assouline.
- textes écrits en 1984 par Christopher Hewitt, accompagné par un chœur, piccolo, basson, clavecin et applaudissements féminins intitulé « Les Barricades Mystérieuses » Juilliard compositeur Andrew Thomas (en).
- album de 1986 intitulée Heavenly Bodies dont la Suite « Appia », un mouvement qui s’intitule « Les Barricades mystérieuses », compositrice de Jazz britannique Barbara Thompson. Réenregistré dans la même année pour la chanson titre du film allemand Zischke.
- 1987 pièce pour guitare solo de John Williams sur son album « L’Album Baroque »
- morceau de rock de 1988 intitulé « Barricades mystérieuses » sur l’album du même nom par l’ancien guitariste de Police Andy Summers.
- pièce pour flûte et orchestre de 1989 « Les Barricades Mystérieuses » par Luca Francesconi.
- Pièce de 1989 pour trois flûtes « Les Barricades » par Matthias Maute (en).
- concerto pour clavecin de 1990  « Barricades mystérieuses » commandé par la Symphonie de chambre de Cleveland par Tyler Goodrich White (nl).
- pièce de 1994 pour guitare solo intitulé « Habitats mystérieux » par le guitariste serbe Dušan Bogdanović.
- pièce de 1995 commandée par l’orchestre de Villa-Lobos pour 12 violoncelles, Le Barricate Misteriose (Hommage à Couperin) par le compositeur italien Maria Gabriella Zen (en).
- « Las Barricadas Misteriosas » commandée en 1997 par l'orchestre symphonique de San Antonio est le troisième mouvement du Sinfonía à la Mariachi par Robert Xavier Rodriguez (en).
- pièce de 2003 pour tambours, voix et instruments intitulé « Par le mystérieux Barricade » par Philip Corner. Pièce revisitée en 2011 avec un nouvel ouvrage intitulé « "Petite fantaisie sur Les Barricades Mystérieuses  d'après François Couperin. »
- pièce électronique de 2009 « Les Barricades Mystérieuses » du compositeur portugais António Ferreira.
- 2019, chanson « bambina  » tirée de Father of the Bride (album) du groupe Vampire Weekend.

### Arts visuels
- Exposition vidéographique de 2004 d'Emmanuelle Antille.
- Un tableau de Magritte

### Musique de films
- Marie Antoinette de Sofia Coppola (2006)
- The Tree of Life de Terrence Malick (2011)
- Nous trois ou rien de Kheiron (2015)
- Empreintes de Jacques Drouin (court métrage, 2004)
- Universal theory de Timm Kröger (2024)

### Littérature
- Edmond Jaloux, Les Barricades mystérieuses, roman de 1922, Grasset (OCLC 491515491)
- Olivier Larronde, Les Barricades mystérieuses, Gallimard, 1948 ; rééd. L'Arbalète, 1990 (OCLC 883394840).
- Sébastien Lapaque, Les barricades mystérieuses, roman policier de 1998, Actes Sud (OCLC 827838366)
- Rita Monaldi et Francesco Sorti, Imprimatur (OCLC 819521174), dans ce thriller italien de 2002, cette pièce est donnée comme remède aux pollutions du monde contemporain.